# 笑点デラックス
笑点デラックス（しょうてんデラックス）は、BS日テレで毎週月曜日の夜に放送されていた寄席風の演芸バラエティ番組。日本テレビの長寿番組『笑点』のスピンオフ番組である。

## 概要
2012年10月1日に放送がスタート。日本テレビで放送されている演芸番組『笑点』の過去の放送回から「演芸」、「大喜利」などを再放送する。5代目圓楽司会担当分（1997年8月3日から2002年3月3日まで）と桂歌丸司会担当分（2006年5月21日から8月6日まで）2回分を放送していた。ただし『24時間テレビ 「愛は地球を救う」』での「チャリティー大喜利」や正月特番など通算の放送回数に含まれない回は原則としてオンエアされない。1回につき本放送2回分がオンエアされているが、大喜利の一部回答やメンバーの挨拶等、一部シーンがカットされることもある。また、番組最後の次回予告のテロップは音声だけ残してエンディング用のCG映像に差し替えられている。
2016年9月26日に放送終了し、再放送は「笑点 なつかし版」に引き継がれた。こちらは月曜版で5代目圓楽司会分、火曜版は歌丸司会分が放送されており、歌丸司会分は司会初回の2006年5月21日分から再放送が行われている。
演芸コーナー開始時と大喜利のコーナーでメンバー登場時、およびメンバーによる告知があるときは「この番組は日本テレビで****年**月**日に放送されたものです」というテロップが挿入される。
放送当時、画角は4:3であったため、画面左右には黒帯が入った状態での放送となる（『デラックス』のオープニング・エンディングのCG映像のみ16:9）。番宣時の映像は4:3の画面サイズを16:9に引き延ばして放送されている。また画面左上には常時「笑点デラックス」のタイトルロゴが表示されていた。
字幕放送は実施されなかった。

## 放送時間
毎週月曜日の19:00 - 19:54（2013年4月 - 2016年9月）
- 以前の放送時間（いずれも毎週月曜日）
  - 18:00 - 18:54（2012年10月 - 2013年3月）

## 出演者
※太字は現レギュラー出演者

### #1 - #52
司会者
- 五代目三遊亭圓楽 - 2005年10月 - 2006年3月までは病気療養の為休演。この間は一部の回を除き歌丸が代理司会を務め（冒頭の挨拶と演芸案内は歌丸が全て担当して、一部の回は木久扇、好楽、小遊三、六代目円楽が大喜利の司会を担当）、復帰後も冒頭の挨拶と演芸案内のみで大喜利の司会は歌丸が担当。2006年5月に勇退して歌丸が後継司会に就任、春風亭昇太が歌丸の後継としてレギュラーとなる。2009年10月に死去。

大喜利メンバー
- 桂歌丸 - 5代目司会者、2006年5月 - 2016年5月まで司会を務め、2018年7月に死去。
- 林家こん平 - 2004年9月から病気療養の為休演、12月から弟子の林家たい平が代理メンバーとして出演。2006年5月にたい平が正式にメンバーとなり正式に降板。2020年12月に死去。
- 林家木久扇（当時、初代林家木久蔵） - 2007年9月に息子の2代目木久蔵に木久蔵名義を譲り、自身は木久扇を襲名。襲名後は木久扇名義での出演。
- 三遊亭好楽
- 三遊亭小遊三
- 六代目三遊亭円楽（当時、三遊亭楽太郎） - 2009年10月の師匠の五代目圓楽死去後、2010年2月に六代目円楽を襲名。（ただし、襲名は五代目の存命時から決定していた）襲名後は円楽名義での出演。2022年1月より病気療養の為休演し、同年9月30日午前9時28分、肺がんのため東京都内の病院で死去。
- 山田隆夫

大喜利下剋上（若手大喜利）メンバー
- 司会：春風亭昇太 - 2006年5月から歌丸の司会就任に伴い本編の大喜利メンバーとしてレギュラー入り、2016年5月から歌丸の後任として6代目司会者に就任。
- 林家たい平 - 2004年12月から病気療養で休演した師匠こん平の代理として本編の大喜利に出演、2006年5月からこん平の正式降板に伴い正式に本編の大喜利メンバーとしてレギュラー入りした。
- 五明樓玉の輔
- 春風亭勢朝
- 春風亭柳八 ※現在五代目春風亭柳好
- 立川笑志 ※現在立川生志
- 三遊亭愛楽 - 本家大喜利のアシスタントも務める。
- 三遊亭新潟 ※現在三遊亭白鳥
- 神田北陽 ※現在三代目神田山陽
- 橘家亀蔵 ※現在三代目橘家圓十郎
- 三遊亭遊馬

アナウンサー大喜利メンバー
※○は現役の日本テレビアナウンサー
- 鈴木君枝 ※後の大杉君枝
- 大神いずみ
- 魚住りえ
- 豊田順子
- 町亞聖
- 森富美○
- 福澤朗
- 松永二三男
- 若林健治
- 菅谷大介○
- 藤井恒久○

### #53 - #58
司会者
- 桂歌丸

大喜利メンバー
- 林家木久扇（初代林家木久蔵）
- 三遊亭好楽
- 三遊亭小遊三
- 六代目三遊亭円楽（三遊亭楽太郎）
- 春風亭昇太
- 林家たい平
- 山田隆夫

## オープニング
『笑点デラックス』自体のオープニングのあと、CMをはさんで1本目のオープニングが始まる。
2012年10月1日から2013年3月25日までの放送では、地上波での放送当時に使われていた1分15秒のオープニング（笑点メンバーの趣味趣向編）が、そのままフルバージョンで流されていた。
2本目のオープニングは、「ゲスト出演者」の部分と「山田隆夫」の次に入るスタッフ紹介部分のアニメーションがカットされ、現行の40秒バージョンと同様の長さに再編集されている。

## 放送リスト
「歌謡プレミアム」特別版の放送などにより放送休止となる場合もあった（ほぼ月1回の割合）。
2013年10月21日から2014年6月30日までは、2013年4月1日以降の放送分を、2015年3月23日から8月17日までは、2014年9月15日以降の放送分を、2016年8月1日は、2016年2月15日の放送分をそれぞれ再び順繰りに放送していた（事実上の再々放送）。
| 2012年          | 2012年          | 2012年          | 2012年          | 2012年                             | 2012年                                                                           |
| 5代目圓楽司会時 | 5代目圓楽司会時 | 5代目圓楽司会時 | 5代目圓楽司会時 | 5代目圓楽司会時                    | 5代目圓楽司会時                                                                  |
| #               | 放送日          | NTV放送日       | 回数            | 収録会場                           | 内容・演目                                                                       |
| --------------- | --------------- | --------------- | --------------- | ---------------------------------- | -------------------------------------------------------------------------------- |
| 1               | 10月1日         | 1997年 8月3日   | 1578            | 後楽園ホール                       | マジック:北見マキ 大喜利                                                         |
| 1               | 10月1日         | 8月10日         | 1579            | 鳥取県 山陰・夢みなと博覧会会場    | コント:チャーリーカンパニー 大喜利                                               |
| 2               | 10月8日         | 8月17日         | 1580            | 鳥取県 山陰・夢みなと博覧会会場    | 落語:林家木久蔵「私の昭和芸能史」 大喜利                                         |
| 2               | 10月8日         | 8月31日         | 1581            | 後楽園ホール                       | ギター漫談:堺すすむ 大喜利                                                       |
| 3               | 10月15日        | 9月7日          | 1582            | 後楽園ホール                       | コント:サムライ日本 大喜利                                                       |
| 3               | 10月15日        | 9月14日         | 1583            | 後楽園ホール                       | 木久蔵座布団10枚企画『栃木発、トリックアート伝説』 大喜利                        |
| 4               | 10月29日        | 9月21日         | 1584            | 後楽園ホール                       | アナウンサー大喜利 大喜利                                                        |
| 4               | 10月29日        | 9月28日         | 1585            | 熊本県 熊本市民会館                | 落語:三遊亭楽太郎「フルムーン」 大喜利                                           |
| 5               | 11月5日         | 10月5日         | 1586            | 熊本県 熊本市民会館                | 漫才:おぼん・こぼん 大喜利                                                       |
| 5               | 11月5日         | 10月12日        | 1587            | 後楽園ホール                       | マジック:マギー司郎 大喜利                                                       |
| 6               | 11月12日        | 10月19日        | 1588            | 後楽園ホール                       | 落語協会 真打昇進披露口上 大喜利                                                 |
| 6               | 11月12日        | 10月26日        | 1589            | 後楽園ホール                       | コント:ビシバシステム 大喜利                                                     |
| 7               | 11月19日        | 11月2日         | 1590            | 後楽園ホール                       | アナウンサー大喜利 大喜利                                                        |
| 7               | 11月19日        | 11月9日         | 1591            | 徳島県 鳴門市文化会館              | 落語:三遊亭小遊三「浮世床」 大喜利                                               |
| 8               | 11月26日        | 11月16日        | 1592            | 徳島県 鳴門市文化会館              | 落語:露の五郎「駅あれこれ」 大喜利                                               |
| 8               | 11月26日        | 11月23日        | 1593            | 後楽園ホール                       | パントマイム:カンジヤマ・マイム 大喜利                                           |
| 9               | 12月3日         | 11月30日        | 1594            | 後楽園ホール                       | 若手の登竜門 笑点の穴 1.コント:アリtoキリギリス 2.漫才;雨空トッポ・ライポ 大喜利 |
| 9               | 12月3日         | 12月7日         | 1595            | 後楽園ホール                       | 漫才:爆笑問題 大喜利                                                             |
| 10              | 12月10日        | 12月14日        | 1596            | 後楽園ホール                       | アナウンサー大喜利 大喜利                                                        |
| 10              | 12月10日        | 12月21日        | 1597            | 後楽園ホール                       | マジック:ナポレオンズ 大喜利                                                     |
| 11              | 12月17日        | 12月28日        | 1598            | 後楽園ホール                       | 年忘れ大喜利大会                                                                 |
| 11              | 12月17日        | 1998年 1月11日  | 1599            | 後楽園ホール                       | 紙切り:林家二楽 大喜利                                                           |
| 12              | 12月24日        | 1月18日         | 1600            | 後楽園ホール                       | 若手の登竜門 笑点の穴 1.コント:ジョーダンズ 2.コント:TIM 大喜利                  |
| 12              | 12月24日        | 1月25日         | 1601            | 後楽園ホール                       | 漫才:あした順子・ひろし 大喜利                                                   |
| 2013年          |                 |                 |                 |                                    |                                                                                  |
| 5代目圓楽司会時 |                 |                 |                 |                                    |                                                                                  |
| #               | 放送日          | NTV放送日       | 回数            | 収録会場                           | 内容・演目                                                                       |
| 13              | 1月7日          | 1998年 2月1日   | 1602            | 後楽園ホール                       | 落語:4代目桂三木助「看板のピン」 大喜利                                          |
| 13              | 1月7日          | 2月8日          | 1603            | 後楽園ホール                       | コント:チャーリーカンパニー「息子の進路」作：佐藤かんじ 大喜利                   |
| 14              | 1月14日         | 2月22日         | 1604            | 後楽園ホール                       | 落語:春風亭昇太「ストレスの海」 大喜利                                           |
| 14              | 1月14日         | 3月1日          | 1605            | 後楽園ホール                       | 糸操り人形:ニューマリオネット 大喜利                                             |
| 15              | 1月21日         | 3月8日          | 1606            | 埼玉県 熊谷文化創造館 さくらめいと | マジック:ナポレオンズ 大喜利                                                     |
| 15              | 1月21日         | 3月15日         | 1607            | 埼玉県 熊谷文化創造館 さくらめいと | 落語:三遊亭好楽「小言念仏」 大喜利                                               |
| 16              | 1月28日         | 3月22日         | 1608            | 後楽園ホール                       | 落語協会 真打昇進披露口上 大喜利                                                 |
| 16              | 1月28日         | 3月29日         | 1609            | 後楽園ホール                       | 落語:8代目橘家圓蔵「反対俥」 大喜利                                              |
| 17              | 2月4日          | 4月5日          | 1610            | 後楽園ホール                       | アナウンサー大喜利 大喜利                                                        |
| 17              | 2月4日          | 4月12日         | 1611            | 後楽園ホール                       | マジック:マギー司郎 大喜利                                                       |
| 18              | 2月11日         | 4月19日         | 1612            | 後楽園ホール                       | ギター漫談:堺すすむ 大喜利                                                       |
| 18              | 2月11日         | 4月26日         | 1613            | 後楽園ホール                       | 漫才:おぼん・こぼん 大喜利                                                       |
| 19              | 2月18日         | 5月3日          | 1614            | 後楽園ホール                       | アナウンサー大喜利 大喜利                                                        |
| 19              | 2月18日         | 5月10日         | 1615            | 後楽園ホール                       | 腹話術:いっこく堂 大喜利                                                         |
| 20              | 2月25日         | 5月24日         | 1616            | 後楽園ホール                       | コント:ゆーとぴあ 大喜利                                                         |
| 20              | 2月25日         | 5月31日         | 1617            | 後楽園ホール                       | 講談:神田北陽「宮本武蔵」 大喜利                                                 |
| 21              | 3月4日          | 6月7日          | 1618            | 後楽園ホール                       | コント:BOOMER 大喜利                                                             |
| 21              | 3月4日          | 6月14日         | 1619            | 後楽園ホール                       | 漫才:新山ひでや・やすこ 大喜利                                                   |
| 22              | 3月11日         | 6月21日         | 1620            | 山形県 山形県県民会館              | コント:チャーリーカンパニー 大喜利                                               |
| 22              | 3月11日         | 6月28日         | 1621            | 山形県 山形県県民会館              | 落語:桂歌丸「後生鰻」 大喜利                                                     |
| 23              | 3月18日         | 7月5日          | 1622            | 後楽園ホール                       | 大喜利下剋上 大喜利                                                              |
| 23              | 3月18日         | 7月12日         | 1623            | 後楽園ホール                       | 大喜利下剋上 大喜利                                                              |
| 24              | 3月25日         | 7月19日         | 1624            | 後楽園ホール                       | 大喜利下剋上 大喜利                                                              |
| 24              | 3月25日         | 7月26日         | 1625            | 後楽園ホール                       | 大喜利下剋上 大喜利                                                              |
| 25              | 4月1日          | 8月2日          | 1626            | 後楽園ホール                       | マジック:ナポレオンズ 大喜利                                                     |
| 25              | 4月1日          | 8月9日          | 1627            | 後楽園ホール                       | 漫才:夢路いとし・喜味こいし 大喜利                                               |
| 26              | 4月8日          | 8月16日         | 1628            | 後楽園ホール                       | 講談:一龍斎貞水「四谷怪談」 大喜利                                               |
| 26              | 4月8日          | 8月30日         | 1629            | 後楽園ホール                       | アナウンサー大喜利 大喜利                                                        |
| 27              | 4月15日         | 9月6日          | 1630            | 後楽園ホール                       | 大喜利下剋上 大喜利                                                              |
| 27              | 4月15日         | 9月13日         | 1631            | 後楽園ホール                       | トロンボーン芸:幻楽団 大喜利                                                     |
| 28              | 4月22日         | 9月20日         | 1632            | 後楽園ホール                       | 漫才:あした順子・ひろし 大喜利                                                   |
| 28              | 4月22日         | 9月27日         | 1633            | 後楽園ホール                       | 落語協会 真打昇進披露口上 大喜利                                                 |
| 29              | 4月29日         | 10月4日         | 1634            | 後楽園ホール                       | 医事漫談:ケーシー高峰 大喜利                                                     |
| 29              | 4月29日         | 10月11日        | 1635            | 鹿児島県 鹿児島市民文化ホール      | 漫才:おぼん・こぼん 大喜利                                                       |
| 30              | 5月6日          | 10月18日        | 1636            | 鹿児島県 鹿児島市民文化ホール      | 落語:林家木久蔵「私の昭和芸能史」 大喜利                                         |
| 30              | 5月6日          | 10月25日        | 1637            | 後楽園ホール                       | 大喜利下克上 大喜利                                                              |
| 31              | 5月13日         | 11月1日         | 1638            | 後楽園ホール                       | 漫才:青空球児・好児 大喜利                                                       |
| 31              | 5月13日         | 11月8日         | 1639            | 後楽園ホール                       | 講談:神田北陽「レモン〜凶暴な純愛〜」 大喜利                                     |
| 32              | 5月20日         | 11月15日        | 1640            | 後楽園ホール                       | アナウンサー大喜利 大喜利                                                        |
| 32              | 5月20日         | 11月22日        | 1641            | 後楽園ホール                       | コント:ビビる 大喜利                                                             |
| 33              | 5月27日         | 11月29日        | 1642            | 後楽園ホール                       | 漫才:オール阪神・巨人 大喜利                                                     |
| 33              | 5月27日         | 12月6日         | 1643            | 後楽園ホール                       | モノマネ:俵山栄子 大喜利                                                         |
| 34              | 6月3日          | 12月13日        | 1644            | 後楽園ホール                       | 漫才:コメディNo.1 大喜利                                                         |
| 34              | 6月3日          | 12月20日        | 1645            | 後楽園ホール                       | 大喜利下克上 大喜利                                                              |
| 35              | 6月10日         | 12月27日        | 1646            | 後楽園ホール                       | 年忘れ大喜利大会                                                                 |
| 35              | 6月10日         | 1999年 1月10日  | 1647            | 香川県 ユープラザうたづ            | 落語:三遊亭楽太郎「寿限無」 大喜利                                               |
| 36              | 6月17日         | 1月17日         | 1648            | 香川県 ユープラザうたづ            | マジック:マギー司郎 大喜利                                                       |
| 36              | 6月17日         | 1月24日         | 1649            | 後楽園ホール                       | 木久蔵座布団10枚企画『私が林家木久蔵です大作戦』 大喜利                          |
| 37              | 6月24日         | 1月31日         | 1650            | 後楽園ホール                       | 腹話術:いっこく堂 大喜利                                                         |
| 37              | 6月24日         | 2月7日          | 1651            | 後楽園ホール                       | 大喜利下克上 大喜利                                                              |
| 38              | 7月1日          | 2月14日         | 1652            | 後楽園ホール                       | マジック:ナポレオンズ 大喜利                                                     |
| 38              | 7月1日          | 2月21日         | 1653            | 後楽園ホール                       | 漫才:昭和のいる・こいる 大喜利                                                   |
| 39              | 7月8日          | 2月28日         | 1654            | 後楽園ホール                       | アナウンサー大喜利 大喜利                                                        |
| 39              | 7月8日          | 3月7日          | 1655            | 後楽園ホール                       | 漫才:大木こだま・ひびき 大喜利                                                   |
| 40              | 7月15日         | 3月14日         | 1656            | 後楽園ホール                       | 浪曲漫才:玉川カルテット 大喜利                                                   |
| 40              | 7月15日         | 3月21日         | 1657            | 静岡県 静岡市民文化会館            | 落語:三遊亭小遊三「置どろ」 大喜利                                               |
| 41              | 7月22日         | 3月28日         | 1658            | 静岡県 静岡市民文化会館            | ウクレレ漫談:牧伸二 大喜利                                                       |
| 41              | 7月22日         | 4月4日          | 1659            | 後楽園ホール                       | コント:チャーリーカンパニー 大喜利                                               |
| 42              | 7月29日         | 4月11日         | 1660            | 後楽園ホール                       | 漫才：おぼん・こぼん 大喜利                                                      |
| 42              | 7月29日         | 4月18日         | 1661            | 後楽園ホール                       | コント：BOOMER 大喜利                                                            |
| 43              | 8月5日          | 4月25日         | 1662            | 後楽園ホール                       | 曲独楽・紙切り：三増紋之助&林家二楽 大喜利                                       |
| 43              | 8月5日          | 5月2日          | 1663            | 後楽園ホール                       | 若手大喜利 大喜利                                                                |
| 44              | 8月12日         | 5月9日          | 1664            | 後楽園ホール                       | 落語芸術協会 真打昇進披露口上 大喜利                                             |
| 44              | 8月12日         | 5月16日         | 1665            | 後楽園ホール                       | 漫才：大空遊平・かほり 大喜利                                                    |
| 45              | 8月19日         | 5月23日         | 1666            | 後楽園ホール                       | マジック:マギー司郎 大喜利                                                       |
| 45              | 8月19日         | 5月30日         | 1667            | 後楽園ホール                       | 漫才:オール阪神・巨人 大喜利                                                     |
| 46              | 8月26日         | 6月6日          | 1668            | 岩手県 北上市民会館                | ギター漫談:堺すすむ 大喜利                                                       |
| 46              | 8月26日         | 6月13日         | 1669            | 岩手県 北上市民会館                | 落語：林家こん平「私のふるさと」 大喜利                                          |
| 47              | 9月9日          | 6月20日         | 1670            | 後楽園ホール                       | 小遊三座布団10枚企画『小遊三のパラオの休日・満喫編』 大喜利                      |
| 47              | 9月9日          | 6月27日         | 1671            | 後楽園ホール                       | 小遊三座布団10枚企画『小遊三のパラオの休日・独演会編』 大喜利                    |
| 48              | 9月16日         | 7月4日          | 1672            | 後楽園ホール                       | マジック：ナポレオンズ 大喜利                                                    |
| 48              | 9月16日         | 7月11日         | 1673            | 後楽園ホール                       | 医事漫談：ケーシー高峰 大喜利                                                    |
| 49              | 9月23日         | 7月18日         | 1674            | 後楽園ホール                       | 若手大喜利 大喜利                                                                |
| 49              | 9月23日         | 7月25日         | 1675            | 後楽園ホール                       | 漫才：今いくよ・くるよ 大喜利                                                    |
| 50              | 9月30日         | 8月1日          | 1676            | 愛媛県 今治市公会堂                | ギター漫談：月亭可朝 大喜利                                                      |
| 50              | 9月30日         | 8月8日          | 1677            | 愛媛県 今治市公会堂                | 漫才：夢路いとし・喜味こいし 大喜利                                              |
| 51              | 10月7日         | 8月15日         | 1678            | 後楽園ホール                       | アナウンサー大喜利 大喜利                                                        |
| 51              | 10月7日         | 8月29日         | 1679            | 後楽園ホール                       | ディキシーランドジャズ：にゅうおいらんず 大喜利                                  |
| 52              | 10月14日        | 9月5日          | 1680            | 後楽園ホール                       | 歌丸座布団10枚企画『歌丸 世界のスターと対面!?』 漫才：プリンプリン 大喜利        |
| 52              | 10月14日        | 9月12日         | 1681            | 後楽園ホール                       | 落語：6代目月の家圓鏡「時そば」 大喜利                                           |
| 2014年          |                 |                 |                 |                                    |                                                                                  |
| 歌丸司会時      |                 |                 |                 |                                    |                                                                                  |
| #               | 放送日          | NTV放送日       | 回数            | 収録会場                           | 内容・演目                                                                       |
| 53              | 7月21日         | 2006年 5月21日  | 2017            | 後楽園ホール                       | 漫才:大木こだま・ひびき 大喜利                                                   |
| 53              | 7月21日         | 5月28日         | 2018            | 後楽園ホール                       | コント:アンジャッシュ 大喜利                                                     |
| 54              | 7月28日         | 6月4日          | 2019            | 後楽園ホール                       | 漫才:タイムマシーン3号 大喜利                                                    |
| 54              | 7月28日         | 6月11日         | 2020            | 後楽園ホール                       | 漫才:中田カウス・ボタン 大喜利                                                   |
| 55              | 8月11日         | 6月18日         | 2021            | 後楽園ホール                       | 五人漫才:ザ・プラン9 大喜利                                                      |
| 55              | 8月11日         | 6月25日         | 2022            | 後楽園ホール                       | 漫才:おぼん☆こぼん 大喜利                                                        |
| 56              | 8月18日         | 7月2日          | 2023            | 後楽園ホール                       | 漫才:ブラックマヨネーズ 大喜利                                                   |
| 56              | 8月18日         | 7月9日          | 2024            | 後楽園ホール                       | マジック:マギー司郎 大喜利                                                       |
| 57              | 8月25日         | 7月16日         | 2025            | 後楽園ホール                       | 漫才:海原やすよ・ともこ 大喜利                                                   |
| 57              | 8月25日         | 7月23日         | 2026            | 後楽園ホール                       | コント:BOOMER & プリンプリン 大喜利                                              |
| 58              | 9月8日          | 7月30日         | 2027            | 後楽園ホール                       | 漫才:Wヤング 大喜利                                                              |
| 58              | 9月8日          | 8月6日          | 2028            | 後楽園ホール                       | コミカルソング:テツandトモ 大喜利                                                |
| 5代目圓楽司会時 |                 |                 |                 |                                    |                                                                                  |
| #               | 放送日          | NTV放送日       | 回数            | 収録会場                           | 内容・演目                                                                       |
| 59              | 9月15日         | 1999年 9月19日  | 1682            | 後楽園ホール                       | 漫才:あした順子・ひろし 大喜利                                                   |
| 59              | 9月15日         | 9月26日         | 1683            | 後楽園ホール                       | マジック:マギー司郎 大喜利                                                       |
| 60              | 9月22日         | 10月3日         | 1684            | 後楽園ホール                       | 漫才:昭和のいる・こいる 大喜利                                                   |
| 60              | 9月22日         | 10月17日        | 1686            | 福島県 郡山市民文化センター        | 腹話術:いっこく堂 大喜利                                                         |
| 61              | 9月29日         | 10月24日        | 1687            | 福島県 郡山市民文化センター        | コント:おぼん・こぼん 大喜利                                                     |
| 61              | 9月29日         | 10月31日        | 1688            | 後楽園ホール                       | 東西若手大喜利 大喜利                                                            |
| 62              | 10月13日        | 11月7日         | 1689            | 後楽園ホール                       | 漫才:海原はるか・かなた 大喜利                                                   |
| 62              | 10月13日        | 11月14日        | 1690            | 後楽園ホール                       | コント:アンジャッシュ コント:ラーメンズ 大喜利                                   |
| 63              | 10月20日        | 11月21日        | 1691            | 後楽園ホール                       | 歌謡漫談:東京ボーイズ 大喜利                                                     |
| 63              | 10月20日        | 11月28日        | 1692            | 後楽園ホール                       | コント:BOOMER 大喜利                                                             |
| 64              | 10月27日        | 12月5日         | 1693            | 後楽園ホール                       | 復活!やすきよ漫才:西川きよし・大平サブロー 大喜利                                |
| 64              | 10月27日        | 12月12日        | 1694            | 後楽園ホール                       | 木久蔵座布団10枚企画『木久蔵の一日園長先生』 大喜利                              |
| 65              | 11月10日        | 12月19日        | 1695            | 後楽園ホール                       | 漫才:爆笑問題 大喜利                                                             |
| 65              | 11月10日        | 12月26日        | 1696            | 後楽園ホール                       | 年忘れ大喜利大会                                                                 |
| 66              | 11月17日        | 2000年 1月9日   | 1697            | 後楽園ホール                       | 落語:5代目三遊亭圓楽「弥次郎」 大喜利                                            |
| 66              | 11月17日        | 1月16日         | 1698            | 後楽園ホール                       | パントマイム:カンジヤマ・マイム 大喜利                                           |
| 67              | 11月24日        | 1月23日         | 1699            | 後楽園ホール                       | 漫才:昭和のいる・こいる 大喜利                                                   |
| 67              | 11月24日        | 1月30日         | 1700            | 後楽園ホール                       | 腹話術:いっこく堂 大喜利                                                         |
| 68              | 12月8日         | 2月6日          | 1701            | 後楽園ホール                       | マジック:ナポレオンズ 大喜利                                                     |
| 68              | 12月8日         | 2月13日         | 1702            | 後楽園ホール                       | コント:プリンプリン 大喜利                                                       |
| 69              | 12月15日        | 2月20日         | 1703            | 後楽園ホール                       | 若手大喜利 大喜利                                                                |
| 69              | 12月15日        | 2月27日         | 1704            | 後楽園ホール                       | コント:Take2 大喜利                                                              |
| 70              | 12月22日        | 3月5日          | 1705            | 大分県 大分文化会館                | 漫才:コメディNo.1 大喜利                                                         |
| 70              | 12月22日        | 3月12日         | 1706            | 大分県 大分文化会館                | ギター漫談:堺すすむ 大喜利                                                       |
| 2015年          |                 |                 |                 |                                    |                                                                                  |
| 5代目圓楽司会時 |                 |                 |                 |                                    |                                                                                  |
| #               | 放送日          | NTV放送日       | 回数            | 収録会場                           | 内容・演目                                                                       |
| 71              | 1月12日         | 2000年 3月19日  | 1707            | 後楽園ホール                       | 浪曲漫才:さがみ三太・良太 大喜利                                                 |
| 71              | 1月12日         | 3月26日         | 1708            | 後楽園ホール                       | アナウンサー大喜利 大喜利                                                        |
| 72              | 1月19日         | 4月2日          | 1709            | 後楽園ホール                       | 漫才:あした順子・ひろし 大喜利                                                   |
| 72              | 1月19日         | 4月9日          | 1710            | 後楽園ホール                       | 浪曲:国本武春 大喜利                                                             |
| 73              | 1月26日         | 4月16日         | 1711            | 後楽園ホール                       | コミカルソング:テツandトモ 大喜利                                                |
| 73              | 1月26日         | 4月23日         | 1712            | 後楽園ホール                       | 医事漫談:ケーシー高峰 大喜利                                                     |
| 74              | 2月9日          | 4月30日         | 1713            | 後楽園ホール                       | コント:パックンマックン 大喜利                                                   |
| 74              | 2月9日          | 5月7日          | 1714            | 北海道 札幌メディアパーク・スピカ  | コント:アンジャッシュ 大喜利                                                     |
| 75              | 2月16日         | 5月14日         | 1715            | 北海道 札幌メディアパーク・スピカ  | 漫才:夢路いとし・喜味こいし 大喜利                                               |
| 75              | 2月16日         | 5月21日         | 1716            | 後楽園ホール                       | 落語協会・落語芸術協会 真打昇進披露口上 大喜利                                   |
| 76              | 2月23日         | 5月28日         | 1717            | 後楽園ホール                       | マジック:マギー司郎 大喜利                                                       |
| 76              | 2月23日         | 6月4日          | 1718            | 後楽園ホール                       | 漫才:大空遊平・かほり 大喜利                                                     |
| 77              | 3月9日          | 6月11日         | 1719            | 後楽園ホール                       | コント:ラーメンズ 大喜利                                                         |
| 77              | 3月9日          | 6月18日         | 1720            | 後楽園ホール                       | 漫談:山田雅人 大喜利                                                             |
| 78              | 3月16日         | 6月25日         | 1721            | 後楽園ホール                       | 若手大喜利 大喜利                                                                |
| 78              | 3月16日         | 7月2日          | 1722            | 後楽園ホール                       | コント:BOOMER 大喜利                                                             |
| 79              | 8月24日         | 7月9日          | 1723            | 後楽園ホール                       | 落語:11代目金原亭馬生「ざるや」 大喜利                                           |
| 79              | 8月24日         | 7月16日         | 1724            | 後楽園ホール                       | コント:デンジャラス 大喜利                                                       |
| 80              | 8月31日         | 7月23日         | 1725            | 後楽園ホール                       | 漫才:大木こだま・ひびき 大喜利                                                   |
| 80              | 8月31日         | 7月30日         | 1726            | 後楽園ホール                       | マジック:ナポレオンズ 大喜利                                                     |
| 81              | 9月21日         | 8月6日          | 1727            | 長野県 長野県県民文化会館          | 浪曲:国本武春 大喜利                                                             |
| 81              | 9月21日         | 8月13日         | 1728            | 長野県 長野県県民文化会館          | 漫才:おぼん・こぼん 大喜利                                                       |
| 82              | 9月28日         | 8月27日         | 1729            | 後楽園ホール                       | アナウンサー大喜利 大喜利                                                        |
| 82              | 9月28日         | 9月3日          | 1730            | 後楽園ホール                       | 漫談:ダンディ坂野 コント:田上よしえ 大喜利                                       |
| 83              | 10月5日         | 9月10日         | 1731            | 後楽園ホール                       | コント:プリンプリン 大喜利                                                       |
| 83              | 10月5日         | 9月17日         | 1732            | 後楽園ホール                       | 紙切り:3代目林家正楽 大喜利                                                      |
| 84              | 10月19日        | 9月24日         | 1733            | 宮城県 イズミティ21                | 漫才:昭和のいる・こいる 大喜利                                                   |
| 84              | 10月19日        | 10月1日         | 1734            | 宮城県 イズミティ21                | コント:パックンマックン 大喜利                                                   |
| 85              | 10月26日        | 10月8日         | 1735            | 後楽園ホール                       | マジック:マギー司郎 大喜利                                                       |
| 85              | 10月26日        | 10月15日        | 1736            | 後楽園ホール                       | コミカルソング:テツandトモ 大喜利                                                |
| 86              | 11月2日         | 10月22日        | 1737            | 後楽園ホール                       | 漫才:ちゃらんぽらん 大喜利                                                       |
| 86              | 11月2日         | 10月29日        | 1738            | 後楽園ホール                       | 若手大喜利 大喜利                                                                |
| 87              | 11月16日        | 11月5日         | 1739            | 後楽園ホール                       | 漫談:松鶴家千とせ 大喜利                                                         |
| 87              | 11月16日        | 11月12日        | 1740            | 後楽園ホール                       | 漫才:セントルイス 大喜利                                                         |
| 88              | 11月23日        | 11月19日        | 1741            | 後楽園ホール                       | 三蛇調教:東京コミックショウ 大喜利                                               |
| 88              | 11月23日        | 11月26日        | 1742            | 後楽園ホール                       | コント:レツゴー三匹 大喜利                                                       |
| 89              | 11月30日        | 12月3日         | 1743            | 後楽園ホール                       | 落語:3代目三遊亭圓歌 大喜利                                                      |
| 89              | 11月30日        | 12月10日        | 1744            | 後楽園ホール                       | 漫才:B&B 大喜利                                                                  |
| 90              | 12月21日        | 12月17日        | 1745            | 後楽園ホール                       | 物真似師:3代目江戸家猫八・初代江戸家子猫 大喜利                                  |
| 90              | 12月21日        | 12月24日        | 1746            | 後楽園ホール                       | 年忘れ大喜利大会                                                                 |
| 2016年          |                 |                 |                 |                                    |                                                                                  |
| 5代目圓楽司会時 |                 |                 |                 |                                    |                                                                                  |
| #               | 放送日          | NTV放送日       | 回数            | 収録会場                           | 内容・演目                                                                       |
| 91              | 1月11日         | 2001年 1月7日   | 1747            | 後楽園ホール                       | 落語:春風亭小朝「私が温泉に行かない理由(わけ)」 大喜利                           |
| 91              | 1月11日         | 1月14日         | 1748            | 後楽園ホール                       | ギター漫談:堺すすむ 大喜利                                                       |
| 92              | 1月18日         | 1月21日         | 1749            | 後楽園ホール                       | マジック:ナポレオンズ 大喜利                                                     |
| 92              | 1月18日         | 1月28日         | 1750            | 後楽園ホール                       | 緊急特別企画:大公開!山田隆夫の座布団御殿 大喜利                                  |
| 93              | 1月25日         | 2月4日          | 1751            | 後楽園ホール                       | 医事漫談:ケーシー高峰 大喜利                                                     |
| 93              | 1月25日         | 2月11日         | 1752            | 後楽園ホール                       | 若手大喜利 大喜利                                                                |
| 94              | 2月1日          | 2月18日         | 1753            | 後楽園ホール                       | 漫才:夢路いとし・喜味こいし 大喜利                                               |
| 94              | 2月1日          | 2月25日         | 1754            | 後楽園ホール                       | 一輪車パフォーマー:Mr.ボールド 大喜利                                            |
| 95              | 2月15日         | 3月4日          | 1755            | 後楽園ホール                       | マジック:マギー司郎 大喜利                                                       |
| 95              | 2月15日         | 3月11日         | 1756            | 後楽園ホール                       | 漫才:Do-Yo 大喜利                                                                |
| 96              | 2月22日         | 3月18日         | 1757            | 新潟県 村上市民ふれあいセンター    | 漫才:昭和のいる・こいる 大喜利                                                   |
| 96              | 2月22日         | 3月25日         | 1758            | 新潟県 村上市民ふれあいセンター    | コミカルソング:テツandトモ 大喜利                                                |
| 97              | 2月29日         | 4月1日          | 1759            | 後楽園ホール                       | 浪曲:国本武春「ザ・忠臣蔵 〜吉良邸討入り〜」 大喜利                              |
| 97              | 2月29日         | 4月8日          | 1760            | 後楽園ホール                       | 漫才:里見まさと・亀山房代 大喜利                                                 |
| 98              | 3月21日         | 4月15日         | 1761            | 後楽園ホール                       | コント:サムライ日本 大喜利                                                       |
| 98              | 3月21日         | 4月22日         | 1762            | 後楽園ホール                       | 漫才:ハリガネロック 大喜利                                                       |
| 99              | 3月28日         | 4月29日         | 1763            | 後楽園ホール                       | 漫才:コメディNO.1 大喜利                                                         |
| 99              | 3月28日         | 5月6日          | 1764            | 後楽園ホール                       | 漫才:浅草キッド 大喜利                                                           |
| 100             | 4月4日          | 5月13日         | 1765            | 後楽園ホール                       | コント:デンジャラス 大喜利                                                       |
| 100             | 4月4日          | 5月20日         | 1766            | 後楽園ホール                       | 落語協会 真打昇進披露口上 大喜利                                                 |
| 101             | 4月18日         | 5月27日         | 1767            | 石川県 金沢市観光会館              | 漫才:あした順子・ひろし 大喜利                                                   |
| 101             | 4月18日         | 6月3日          | 1768            | 石川県 金沢市観光会館              | コント:アンジャッシュ 大喜利                                                     |
| 102             | 4月25日         | 6月10日         | 1769            | 後楽園ホール                       | マジック:ゼンジー北京 大喜利                                                     |
| 102             | 4月25日         | 6月17日         | 1770            | 後楽園ホール                       | 漫才:大空遊平・かほり 大喜利                                                     |
| 103             | 5月2日          | 7月8日          | 1773            | 後楽園ホール                       | 漫談:南州太郎 大喜利                                                             |
| 103             | 5月2日          | 7月15日         | 1774            | 後楽園ホール                       | コント:ハレルヤ 大喜利                                                           |
| 104             | 5月16日         | 7月22日         | 1775            | 後楽園ホール                       | 漫才:笑組 大喜利                                                                 |
| 104             | 5月16日         | 7月29日         | 1776            | 後楽園ホール                       | 落語:3代目三遊亭圓歌「中沢家の人々」 大喜利                                      |
| 105             | 5月23日         | 8月5日          | 1777            | 後楽園ホール                       | やすきよ漫才:西川きよし・大平サブロー 大喜利                                     |
| 105             | 5月23日         | 8月12日         | 1778            | 後楽園ホール                       | アナウンサー大喜利 大喜利                                                        |
| 106             | 5月30日         | 8月26日         | 1779            | 山口県 山口きらら博きららホール    | 漫才:ますだおかだ 大喜利                                                         |
| 106             | 5月30日         | 9月2日          | 1780            | 山口県 山口きらら博きららホール    | 漫才:今いくよ・くるよ 大喜利                                                     |
| 107             | 6月13日         | 9月9日          | 1781            | 後楽園ホール                       | マジック:北見マキ 大喜利                                                         |
| 107             | 6月13日         | 9月16日         | 1782            | 後楽園ホール                       | 漫才:中田カウス・ボタン 大喜利                                                   |
| 108             | 6月20日         | 9月23日         | 1783            | 後楽園ホール                       | コミカルソング:テツandトモ 大喜利                                                |
| 108             | 6月20日         | 9月30日         | 1784            | 後楽園ホール                       | 落語協会 真打昇進披露口上 大喜利                                                 |
| 109             | 6月27日         | 10月7日         | 1785            | 後楽園ホール                       | 医事漫談:ケーシー高峰 大喜利 追悼古今亭志ん朝                                    |
| 109             | 6月27日         | 10月14日        | 1786            | 後楽園ホール                       | 落語:春風亭柳昇「雑俳」 大喜利                                                   |
| 110             | 7月4日          | 10月21日        | 1787            | 後楽園ホール                       | 漫才:くれよん 大喜利                                                             |
| 110             | 7月4日          | 10月28日        | 1788            | 後楽園ホール                       | マジック:マギー司郎 大喜利                                                       |
| 111             | 7月18日         | 11月4日         | 1789            | 後楽園ホール                       | 漫才:オール阪神・巨人 大喜利                                                     |
| 111             | 7月18日         | 11月11日        | 1790            | 後楽園ホール                       | 落語:春風亭昇太「リストラの宴」 大喜利                                           |
| 112             | 7月25日         | 11月18日        | 1791            | 後楽園ホール                       | 漫才:海原はるか・かなた 大喜利                                                   |
| 112             | 7月25日         | 11月25日        | 1792            | 後楽園ホール                       | 漫談:南州太郎 大喜利                                                             |
| 113             | 8月15日         | 12月2日         | 1793            | 長崎県 アルカスSASEBO              | コント:チャーリーカンパニー 大喜利                                               |
| 113             | 8月15日         | 12月9日         | 1794            | 長崎県 アルカスSASEBO              | コント:パックンマックン 大喜利                                                   |
| 114             | 8月22日         | 12月16日        | 1795            | 後楽園ホール                       | 替え歌:嘉門達夫 大喜利                                                           |
| 114             | 8月22日         | 12月23日        | 1796            | 後楽園ホール                       | 年忘れ大喜利大会                                                                 |
| 115             | 8月29日         | 2002年 1月6日   | 1797            | 後楽園ホール                       | アナウンサー大喜利 大喜利                                                        |
| 115             | 8月29日         | 1月13日         | 1798            | 後楽園ホール                       | 漫才:酒井くにお・とおる 大喜利                                                   |
| 116             | 9月12日         | 1月20日         | 1799            | 後楽園ホール                       | マジック:ブラック嶋田 大喜利                                                     |
| 116             | 9月12日         | 1月27日         | 1800            | 後楽園ホール                       | 漫才:コメディNo.1 大喜利                                                         |
| 117             | 9月19日         | 2月3日          | 1801            | 後楽園ホール                       | マジック:ナポレオンズ 大喜利                                                     |
| 117             | 9月19日         | 2月10日         | 1802            | 後楽園ホール                       | 漫才:ますだおかだ 大喜利                                                         |
| 118             | 9月26日         | 2月17日         | 1803            | 後楽園ホール                       | 漫才:山田花子・石田靖 大喜利                                                     |
| 118             | 9月26日         | 3月3日          | 1805            | 後楽園ホール                       | マジック:マギー司郎 大喜利                                                       |